# Hiram (Maine)
Hiram es un pueblo ubicado en el condado de Oxford en el estado estadounidense de Maine. En el Censo de 2010 tenía una población de 1.620 habitantes y una densidad poblacional de 16,09 personas por km².

## Geografía
Hiram se encuentra ubicado en las coordenadas 43°50′56″N 70°49′54″O / 43.84889, -70.83167. Según la Oficina del Censo de los Estados Unidos, Hiram tiene una superficie total de 100.67 km², de la cual 97.25 km² corresponden a tierra firme y (3.39%) 3.42 km² es agua.

## Demografía
Según el censo de 2010, había 1.620 personas residiendo en Hiram. La densidad de población era de 16,09 hab./km². De los 1.620 habitantes, Hiram estaba compuesto por el 95.68% blancos, el 0.12% eran afroamericanos, el 0.62% eran amerindios, el 0.43% eran asiáticos, el 0% eran isleños del Pacífico, el 0.43% eran de otras razas y el 2.72% pertenecían a dos o más razas. Del total de la población el 0.74% eran hispanos o latinos de cualquier raza.